# بيلي لو
بيلي لو (7 أكتوبر 1976 في ماليزيا - ) هو لاعب كرة قدم ماليزي في مركز الهجوم. لعب مع كوينز بارك رينجرز ونادي دونكاستر روفرز ونادي واتفورد ونادي والسول ووست بروميتش ألبيون ونادي سكاربورو وGlossop North End A.F.C. ‏.